# Воскресение Христово (Рафаэль)
«Воскресение Христово» (итал. Resurrezione di Cristo), также известное как «Воскресение Киннэйрда» (по имени бывшего владельца картины лорда Киннэйрда), — картина итальянского художника Высокого Возрождения Рафаэля, написанная маслом на дереве. Эта работа является одной из самых ранних известных картин художника, созданных в период между 1499 и 1502 годами. Вероятно, «Воскресение Христово» являлось частью неизвестной пределлы. Также существует версия, что картина могла быть одной из сохранившихся работ, выполненных для алтаря Барончи, первого задокументированного заказа Рафаэля. Этот алтарь был серьёзно повреждён во время землетрясения 1789 года, его фрагменты ныне хранятся в различных европейских музеях . «Воскресение Христово» сейчас входит в собрание Художественного музея Сан-Паулу (Бразилия).
«Воскресение Киннэйрда» — одно из самых ранних сохранившихся произведений Рафаэля, в котором уже прослеживается его врождённый драматический стиль композиции, отличающийся от лёгкого поэтического стиля его наставника Пьетро Перуджино. Чрезвычайно рациональная композиция формируется за счёт сложной идеальной геометрии, связывающей между собой все элементы сцены и придающей ей странный оживлённый ритм, превращая персонажей картины в главных героев в уникальной «хореографии». В картине прослеживается эстетическое влияние Пинтуриккьо и Мелоццо да Форли, хотя пространственное гармоническое сочетание в работе с её тенденцией к движению демонстрирует знание Рафаэлем флорентийской художественной среды XVI века .
Работа была приобретена Художественным музеем Сан-Паулу в 1954 году. Пьетро Мария Барди, бывший директор музея, по рекомендации Марио Модестини, своего сотрудника в Студии Д'Арте Пальма в Риме, взял на себя риск причислить «Воскресение Киннэйрда» к произведениям Рафаэля, основываясь на существовании двух подготовительных этюдов к его композиции. Это положило начало жарким дебатам об авторстве этой картине. Ныне авторство Рафаэля практически единогласно принято экспертами . Это единственная работа Рафаэля, в настоящее время хранящаяся в Южном полушарии .